# Фидипп
Фидипп (др.-греч. Φείδιππος, у Полиэна Федипп) — сын Фессала, жених Елены. От жителей Коса с братом Антифом привёл под Трою 30 кораблей. В «Илиаде» упомянут единственный раз — в каталоге кораблей. При возвращении из-под Трои попал в бурю у горы Каферея, вместе с жителями Коса его прибило к берегам Андроса, затем к Кипру, где он и поселился. По другой версии, занял Эфиру в Феспротии и стал отцом Эата и Поликлеи.